# Meagan Good
Meagan Monique Good (Los Angeles, 8 de agosto de 1981) é uma atriz e modelo norte-americana. Ganhou atenção da crítica por seu papel no filme Eve's Bayou (1997). Meagan ganhou ainda mais destaque depois de estrelar os filmes Deliver Us from Eva (2003), Roll Bounce (2005) e Stomp the Yard (2007).
Em 2012, Meagan fez parte do elenco do filme Think Like a Man. No ano seguinte, interpretou Joanna Locasto, personagem principal da série dramática Deception, da NBC, e estrelou a comédia Anchorman 2: A Legend Continues. Good também teve papéis coadjuvantes nos filmes One Missed Call (2008), Saw V (2008), The Unborn (2009), e como a versão super-heroica de Darla Dudley nos filmes do DC Shazam! (2019) e Shazam! Fúria dos Deuses (2023). Ela co-produziu e estrelou Divorce in the Black (2024), de Tyler Perry, para a Amazon Prime Video.

## Biografia
Meagan nasceu em 8 de agosto de 1981 no bairro de Panorama City, em Los Angeles. A sua mãe, Tyra Wardlow-Doyle, trabalhou como empresária durante a sua adolescência e o seu pai, Leondis “Leon” Good, é um agente da polícia de Los Angeles. Meagan foi criada em Santa Clarita, na Califórnia. A atriz tem três irmãos, incluindo a irmã mais velha e também atriz La'Myia Good. Começou a sua carreira de atriz por volta dos quatro anos de idade.
Ela afirmou que não tinha nenhum modelo a seguir até ao início da idade adulta, quando começou a admirar a atriz Charlize Theron.

## Vida pessoal
Good declara-se protestante, e já disse em várias entrevistas que recusa papéis que poderem “desiludir Deus”. Numa entrevista, explicou que Jesus está no topo da sua lista de heróis e que o último livro que leu foi a Bíblia.
Aos 22 anos, Meagan escolheu concentrar-se na sua carreira em vez de namorar, como explicou numa entrevista em 2004. Em 2011, Good começou a namorar DeVon Franklin, um executivo da Columbia Pictures e um pregador adventista do sétimo dia. Ficaram noivos no início de abril de 2012 e se casaram em 16 de junho de 2012, em Malibu, na Califórnia.Em dezembro de 2021, foi anunciado que Good e Franklin estavam se divorciando após nove anos de casamento.
Em maio de 2023, a atriz começou a namorar o ator Jonathan Majors. Em novembro de 2024, os dois anunciaram o seu noivado no evento Power 100 da revista Ebony, onde se conheceram em 2022. Os dois se casaram em março de 2025.

## Carreira

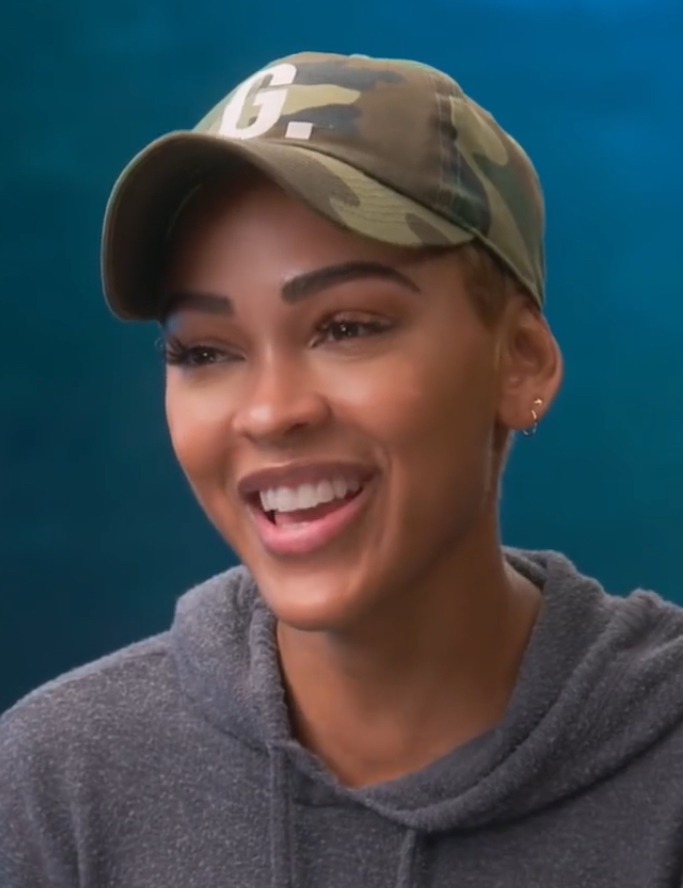
Meagan em 2019

No início da sua carreira, Good trabalhou como figurante em programas de televisão como Doogie Howser, M.D. e Amen. Quando tinha 13 anos, Good foi escalada para o seu primeiro filme, Friday, de 1995. Ganhou reconhecimento da crítica pelo seu desempenho como a personagem Cisely Batiste, no filme de 1997 de Kasi Lemmons, Eve's Bayou; recebeu duas nomeações para prémios, incluindo a sua primeira nomeação para o NAACP Image Awards.
De 1998 a 2001, Good apareceu como Nina no programa de TV Cousin Skeeter, da Nickelodeon. Durante esse período, ela conseguiu pequenos papéis nos filmes 3 Strikes e House Party 4: Down to the Last Minute. Good também apareceu em muitos videoclipes de artistas como 50 Cent, (21 Questions), Imajin, Isyss (do qual fazia parte a irmã de Good, La'Myia Good), Lil' Johnny, Memphis Bleek, Tyrese Gibson e Will Smith. Depois de assumir pequenos papéis no cinema e na televisão nos anos seguintes, Good começou a fazer a transição para papéis mais maduros no início dos anos 2000. Good acredita que conseguiu passar para papéis adultos devido ao facto de interpretar personagens vários anos mais novas do que ela.
Em 2003, um ano importante para Good, ela conseguiu papéis no filme drama de ação Biker Boyz e na comédia romântica Deliver Us from Eva, que a ajudaram na transição de atriz infantil para atriz adulta. Também interpretou a personagem Vanessa durante uma temporada de My Wife and Kids, antes de ser substituída por outra atriz. Em 2004, Good estrelou ao lado de Jordana Brewster, Sara Foster e Jill Ritchie no filme de ação D.E.B.S., e recebeu uma indicação para Melhor Atriz no Black Movie Awards de 2005. Também teve pequenos papéis no filme de dança para adolescentes You Got Served e na estreia de Lance “Un” Rivera na realização, The Cookout.
Em 2005, Good co-estrelou o filme de terror Venom, bem como o bem recebido filme neo noir Brick. Ela contracenou com o rapper/ator Bow Wow em Roll Bounce, de Malcolm D. Lee. Em 2006, Good interpretou o papel de Coco, que considerou ser o seu primeiro verdadeiro papel de atriz principal, no drama de ação urbano Waist Deep. Good também deu voz a uma personagem do videojogo Scarface: The World Is Yours no mesmo ano. No ano seguinte, Good conseguiu um papel no filme de dança Stomp the Yard, protagonizado por Ne-Yo e pelo amigo de infância e pessoal Columbus Short. Em 2008, Good apareceu no filme de terror One Missed Call. Ela apareceu no filme de comédia junto com Mike Myers, The Love Guru, e na segunda metade do ano, ela  interpretou uma das vítimas em Saw V. Ela estrelou em 2009 The Unborn com Gary Oldman e Odette Annable.
Em 2012, ela apareceu na comédia romântica Think Like a Man, adaptada do livro Act Like a Lady, Think Like a Man, escrito pelo famoso comediante e apresentador de rádio Steve Harvey, e inspirado em sua coluna " Strawberry Letters " em seu programa de rádio The Steve Harvey Morning Show. O filme foi um verdadeiro sucesso nos Estados Unidos, arrecadando US$ 33.636.303 no primeiro fim de semana, com um orçamento de cerca de US$ 13 milhões. O filme ultrapassou US$ 60 milhões após 10 dias nos EUA.  A atriz foi indicada ao Teen Choice Awards de 2012 por sua atuação. Ela reprisaria seu papel na sequência de 2014, Think Like a Man Too. Em 2012, ela se juntou à série Californication, estrelada por David Duchovny.
A atriz então se viu cotada para dois sucessos de bilheteria em papéis secundários: ela entrou para o Universo Estendido DC ao integrar o elenco de Shazam!. Ela também teve participação no filme Monster Hunter de Paul W. S. Anderson. Ela e o ator Taye Diggs foram depois protagonistas e produtores executivos de Terry McMillan Presents: Forever, do canal Lifetime.

## Filmografia

### Filme
| Ano  | Título                                 | Papel                 |
| ---- | -------------------------------------- | --------------------- |
| 1995 | Make a Wish, Molly                     | Jenny                 |
| 1995 | Friday                                 | Criança #2            |
| 1997 | Eve's Bayou                            | Cisely Batiste        |
| 1999 | The Secret Life of Girls               | Kay                   |
| 2000 | 3 Strikes                              | Buela Douglas         |
| 2000 | New Kids on the Planet                 | Nina Jones            |
| 2001 | House Party 4: Down to the Last Minute | Tina                  |
| 2003 | Biker Boyz                             | Tina                  |
| 2003 | Deliver Us from Eva                    | Jacqui Dandridge      |
| 2003 | Ride or Die                            | Fake Venus            |
| 2004 | D.E.B.S.                               | Max Brewer            |
| 2004 | You Got Served                         | Beautifull            |
| 2004 | The Cookout                            | Brittany              |
| 2005 | Brick                                  | Kara                  |
| 2005 | Venom                                  | Cece                  |
| 2005 | Roll Bounce                            | Naomi Phillips        |
| 2006 | Miles from Home                        | Natasha Freeman       |
| 2006 | Waist Deep                             | Coco                  |
| 2007 | Stomp the Yard                         | April Palmer          |
| 2008 | One Missed Call                        | Shelley Baum          |
| 2008 | The Love Guru                          | Prudence Roanoke      |
| 2008 | Saw V                                  | Luba Gibbs            |
| 2009 | The Unborn                             | Romy                  |
| 2011 | Jumping the Broom                      | Blythe                |
| 2011 | Video Girl                             | Lorie Walker          |
| 2011 | 35 and Ticking                         | Falinda               |
| 2012 | LUV                                    | Beverly               |
| 2012 | Dysfunctional Friends                  | Ms. Stevens           |
| 2012 | Think Like a Man                       | Mya                   |
| 2012 | Defeat the Label                       | Herself               |
| 2012 | The Obama Effect                       | Tamika Jones          |
| 2012 | Dick Little                            | Megan                 |
| 2013 | Don Jon                                | Atriz de Hollywood #2 |
| 2013 | Anchorman 2: The Legend Continues      | Linda Jackson         |
| 2014 | Think Like a Man Too                   | Mya                   |
| 2015 | A Girl Like Grace                      | Share                 |
| 2015 | Charlie, Trevor and a Girl Savannah    | Ela mesma             |
| 2017 | Deuces                                 | Janet Foster          |
| 2017 | Love by the 10th Date                  | Gabrielle Fateful     |
| 2018 | A Boy. A Girl. A Dream.                | Free                  |
| 2019 | Shazam!                                | Darla                 |
| 2019 | The Intruder                           | Annie Russell         |
| 2019 | If Not Now, When?                      | Tyra                  |
| 2020 | Monster Hunter                         | Dash                  |
| 2021 | Death Saved My Life                    | Jade                  |
| 2022 | Day Shift                              | Jocelyn Jablonski     |
| 2023 | Shazam! Fury of the Gods               | Darla                 |
| 2023 | Buying Back My Daughter                | Dana                  |
| 2024 | Divorce in the Black                   | Ava                   |
| 2024 | ‘Terry McMillan Presents: Forever’     | Carlie                |

### Televisão
| Ano       | Título                            | Papel                 |
| --------- | --------------------------------- | --------------------- |
| 1991      | Gabriel's Fire                    | Young Girl            |
| 1994      | On Our Own                        | Traycee               |
| 1996      | ABC Afterschool Special           | Janie                 |
| 1997      | Pacific Blue                      | Shalona James         |
| 1997      | Touched by an Angel               | Nikki                 |
| 1997      | The Gregory Hines Show            | Pauley                |
| 1997–98   | The Parent 'Hood                  | Ariana                |
| 1998      | Nothing Sacred                    | Carissa               |
| 1998–2001 | Cousin Skeeter                    | Nina Jones            |
| 1999–2002 | The Jersey                        | Tamika                |
| 2000      | Moesha                            | Nicole                |
| 2000      | The Steve Harvey Show             | Alicia                |
| 2001      | The Division                      | Kara Taylor           |
| 2001      | The Famous Jett Jackson           | Tara Essex            |
| 2001–02   | Raising Dad                       | Katie                 |
| 2002      | The Jersey                        | Tamika                |
| 2003      | My Wife and Kids                  | Vanessa Scott         |
| 2005      | Kevin Hill                        | Melanie West          |
| 2007      | Punk'd                            | Ela mesma             |
| 2007      | 106 & Park Top 10 Live            | Herself/Host          |
| 2007      | House                             | Amy                   |
| 2007      | All of Us                         | Katie                 |
| 2009      | Cold Case                         | Beatrice Sloan (1970) |
| 2011      | The Game                          | Parker Keith          |
| 2012      | Californication                   | Kali                  |
| 2012      | Harry's Law                       | Cecilia               |
| 2013      | Deception                         | Joanna Locasto        |
| 2014      | Unsung Hollywood                  | Ela mesma             |
| 2014      | The Dead Diaries                  | Alexis                |
| 2014      | Law & Order: Special Victims Unit | Paula Bryant          |
| 2015      | Mr. Robinson                      | Victoria Wavers       |
| 2015      | Minority Report                   | Detective Lara Vega   |
| 2016      | Unsung Hollywood                  | Ela mesma             |
| 2016      | Code Black                        | Dr. Grace Adams       |
| 2017      | The Talk                          | Ela mesma             |
| 2017      | White Famous                      | Kali                  |
| 2018      | The Hollywood Puppet Show         | Ela mesma             |
| 2018      | Star                              | Natalie Knight        |
| 2019–20   | Prodigal Son                      | Agente Colette        |
| 2020      | To Tell the Truth                 | Ela mesma/Palestrante |
| 2021      | Celebrity Game Face               | Ela mesma             |
| 2021      | American Masters                  | Ela mesma             |
| 2021      | Overserved with Lisa Vanderpump   | Ela mesma             |
| 2021      | Entertainment Tonight             | Ela mesma             |
| 2022      | Celebrity Family Feud             | Ela mesma/Candidata   |
| 2022      | The Black Beauty Effect           | Ela mesma             |
| 2021–25   | Harlem                            | Camille               |
| 2023      | Uncensored                        | Ela mesma             |
| 2023      | The Eric Andre Show               | Ela mesma             |

### Video games
| Ano  | Titulo                       | Papel               |
| ---- | ---------------------------- | ------------------- |
| 2006 | Scarface: The World Is Yours | Femme Fatale Stacey |

### Videoclipes
| Ano  | Artista               | Música         | Papel     |
| ---- | --------------------- | -------------- | --------- |
| 1999 | Imajin                | "No Doubt"     | Ela mesma |
| 2003 | 50 Cent com Nate Dogg | "21 Questions" | Namorada  |

### Documentário
| Ano  | Título                                   |
| ---- | ---------------------------------------- |
| 2007 | Angels Can't Help But Laugh              |
| 2009 | Good Hair                                |
| 2018 | 3 Years in Pakistan: The Erik Aude Story |